# Rummel (Geomorphologie)

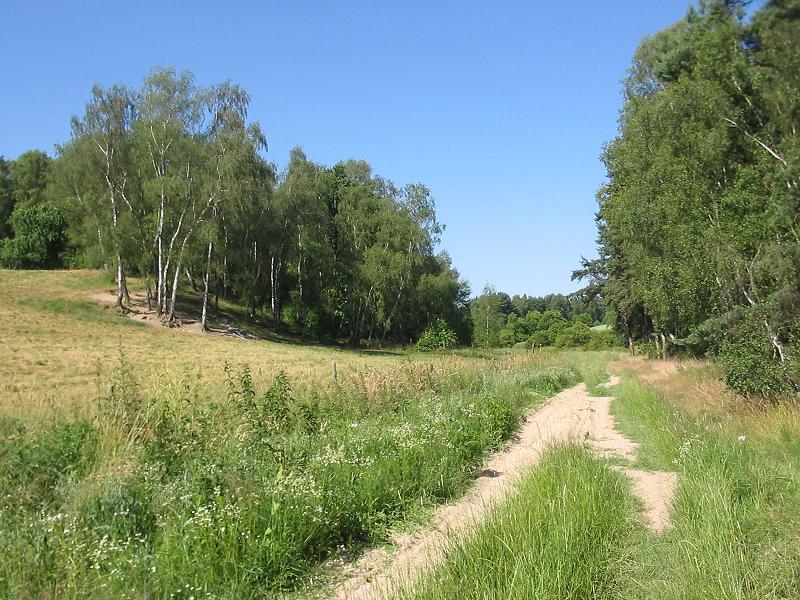
Ausgang der Rummel „Steile Kieten“ zwischen Preußnitz und Bad Belzig

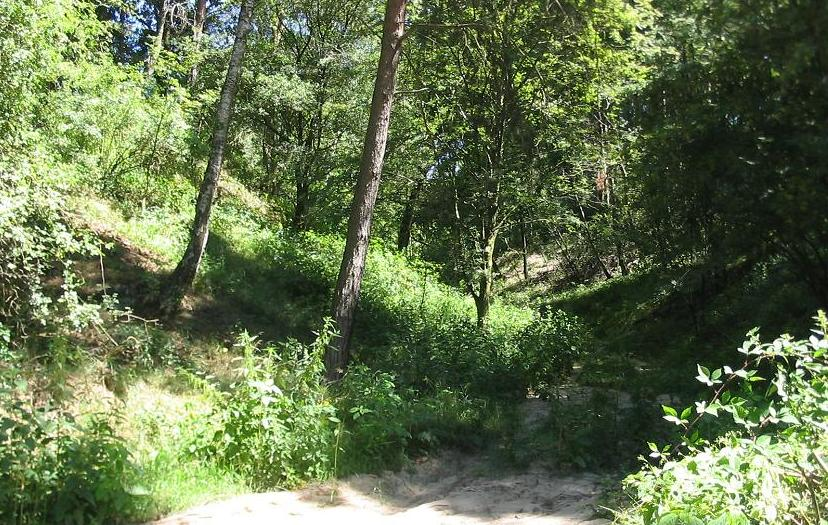
Brautrummel bei Grubo

Rummel ist eine im Hohen Fläming gebräuchliche Bezeichnung für die hier häufigen periglazialen Trockentäler, die aufgrund der vom Menschen verursachten Bodenerosion deutlich vertieft wurden. Typisch für den Hohen Fläming ist sein stark verzweigtes System enger, 6 bis 12 Meter tiefer Talsysteme, Rummeln genannt. Die Bezeichnung leitet sich wahrscheinlich von „Ramel“ aus dem Magdeburger Raum oder dem mecklenburgischen Wort „Rämel“ ab. Beides bedeutet Rinne oder Furche. Das Wort ist grammatikalisch ein Femininum (die/eine Rummel).
Ihre Entstehung verdanken die Rummeln im Fläming der Erosion durch Wasser. Während der Weichseleiszeit war das Gebiet zwar eisfrei, doch der Boden war ständig gefroren (Dauerfrostboden). Die Schmelzwässer der im Sommer abtauenden Schneedecken konnten so nicht im Boden versickern. Sie flossen oberflächlich ab und bildeten immer tiefere Täler aus. Diese hatten am Ende der Eiszeit meistens relativ flache, muldenartige Hänge.
Im Zeitalter der mittelalterlichen Rodungen, als das schützende Waldkleid fehlte, konnten Niederschläge die Talgründe deutlich vertiefen und so die Rummeln bilden. Bei starken Regenfällen oder während der Schneeschmelze über gefrorenem Untergrund können einige Rummeln auch heute noch Wasser führen. Die meiste Zeit des Jahres sind sie jedoch trocken. Als Refugium für Tier- und Pflanzenarten der Heiden und Magerrasen sind die engen, steilen und bis zu 3 Kilometer langen Täler, in denen kaum Ackerbau betrieben werden konnte, sehr bedeutsam.
Der Naturpark Hoher Fläming bemüht sich um den Schutz der Rummeln und bietet fachkundige Führungen durch die Rummeln an.